# 静観園
静観園（せいかんえん）は、北海道亀田郡七飯町大川392にある明治日本庭園。前身は江戸時代の入植者が作った七重薬園。北海道固有の薬草が将軍家に献上された。庭園内に金輪王寺がある。

## 概要
幕末の安政年間に栗本鋤雲や八王子千人同心子弟によって開拓がおこなわれた領地に立地した薬園、明治時代に実業家によって日本庭園として開かれた。蝦夷地では本州にはない種類の薬草が繁茂しており、将軍用として指定を受け献上された。

## 沿革

### 庭園造成以前

#### 第一回八王子千人同心子弟入植と失敗
1798年（寛政10年）から1808年（文化5年）まで、八王子千人同心千人頭原胤敦と配下同心子弟が北海道の警備・開拓に従事した。
(八王子千人同心、蝦夷地開拓と警固を参照)

#### 七重薬園を開設
1858年(安静5年)、徳川家定の奥医師であった栗本鋤雲は地質や気候の面で適地と判明した七重村に「七重薬園」を開設し、江戸・巣鴨（染井村）出身の吉野鐵太郎に園丁長に任せた。
蝦夷地では本州にはない種類の薬草が繁茂しており、将軍用として指定を受けた。

#### 函館港開港
1859年（安政6年）の箱館港の開港に先立ち、1856年（安政3年）箱館に諸術調所を設置し、弁天岬台場亀田役所の土塁の築城工事を始めるとともに、水戸・尾張・紀州・仙台・秋田・津軽・松前等の各藩に対し蝦夷地の警備・開拓を命じた。一方、幕府は警備・開拓を命じた各藩の謀叛、及び蝦夷地独立を危惧した。

#### 第二回八王子千人同心子弟入植
安政6年(1858年)八王子千人同心・秋山幸太郎夫妻、秋山惣七、野口宗十郎、栗林金平らに率いられ、八王子千人同心子弟が応じた。第1陣秋山幸太郎夫妻、野口宗十郎、第2陣7人、第3陣15人。総計150名程度と言われるが総数不明。その中で八王子千人同心子弟は80名程度、幕末まで残留した千人同心子弟は約40名。多くは厄介身分。手当は1年1人15両と支度金1人7両(厄介は2両)道中旅費1人3両。七重村薬園前(静観園)・藤村郷の二手に分かれて入植。
秋山惣七一行は栗本鋤雲の指揮下に属し、現・七飯町字大川に移る。その際、警備拠点としての領地に移住の上、医療・薬園・農園・養蚕・織物を経営した。
1861年（文久元年）七重薬園の薬草を基に、栗本鋤雲は北海道初の病院、「箱館医学所」（市立函館病院の前身）を創設した。
1863年（文久3年）これらの功績により幕府は栗本鋤雲を江戸に戻し外国奉行就任を命じたが、吉野鐵太郎は七重薬園に残った。

#### 函館戦争時
1864年（文久4年）函館戦争にて七重村付近にて戦闘が発生し、秋山幸太郎ら死亡。薬園は荒廃した。

### 庭園の造成
明治時代に蒜沢の土地は、五十嵐要輔より宮崎松太郎に売却された。宮崎はこの土地に別荘を建て、吉野鐵太郎が引き続き庭園を造成した。これが現在の静観園の前身である。宮崎家は、明治・大正・昭和にわたり箱館艀業の大手として栄華を極め、この時期名木・巨石を集め今日の庭園の体裁を整えた。

### 「静観園」と命名
その後、山階宮武彦王が立ち寄った際に「静観園」と命名され、1929年5月(昭和4年)にその記念碑が敷地に建立されている（石岡作太郎建之）。宮崎松太郎は1930年（昭和5年）に亡くなり、家督は宮崎信太郎に引き継がれた。

### 太平洋戦争後
太平洋戦争終結後、宮崎家では静観園（1万3500坪）を小松重蔵（彩華デパート社長）に譲り、その後1971年（昭和46年）に内田和幸（大和観光株式会社会長）が譲り受け「大和静観園」に改称、遠州流の庭師を招き流派に適合した庭園に造作すると共に、北海道でも貴重な日高地方の名石等約2千数百トンを投じ、また本州より数々の名木（樹齢数百年）を搬入し整備を行った。五十嵐要輔の祀った稲荷神社も官幣大社正一位永福稲荷大明神として鎮座し、毎年5月15日には入植者の子孫たちが集い盛大な祭りが行われていた。2013年（平成25年）に村口順健が譲り受け、呼称を元の「静観園」に戻した。

### 金輪王寺の建立
2013年（平成25年）に静観園を村口順健が譲り受け金輪王寺を建立した。

## その他

### ガルトネル開墾条約事件
吉野鐵太郎は、1869年（明治2年）のガルトネル開墾条約事件の際にはその対応に当たり、事件の結果賠償金により取り戻した租借地（ガルトネル農場）と技術を継承して設置された試験農場・七重官園にも開拓使雇として尽力した。

### 明治4年の女子留学生事業
1871年（明治4年）にこの開拓使が岩倉使節団に随行して女子留学生5名を外国へ送った時、開拓使嘱託だった津田仙の娘、当時最年少で後の津田塾大学創設者津田梅子（8歳）がいた。